# Widerøe-Flug 839
Widerøe-Flug 839 war ein Inlands-Linienflug der Widerøe von Røst über Værøy nach Bodø, auf dem am 12. April 1990 eine de Havilland Canada DHC-6 Twin Otter kurz nach Start in Værøy ins Meer stürzte. Unter den drei Passagieren und zwei Besatzungsmitgliedern gab es keine Überlebenden.

## Flugverlauf
Die DHC-6 Twin Otter landete um 14:30 Uhr bei stürmischen Bedingungen zunächst sicher in Værøy. Dort verließen drei Passagiere das Flugzeug, zwei stiegen hinzu und das Flugzeug wurde betankt. Anschließend rollte die Maschine wieder Richtung Landebahn. Von der Flugsicherung bekam die Besatzung mitgeteilt, dass in Böen eine Windgeschwindigkeit von 57 Knoten (106 km/h) herrschte, 7 Knoten (13 km/h) mehr als für den eingesetzten Flugzeugtyp am Boden erlaubt. Trotzdem setzte die Crew ihren Weg zur Startbahn 25 fort. Dort erhielt sie die Daten neuer Windmessungen: in Böen bis 34 Knoten (63 km/h) Seitenwind und somit 14 Knoten (26 km/h) mehr als die von der Fluggesellschaft festgesetzte maximale Seitenwindgeschwindigkeit für Starts. Auch ungeachtet dessen erbaten die Piloten um 14:42 Uhr die Starterlaubnis, diese wurde ihnen erteilt. Direkt nach dem Start drehte das Flugzeug nach Westen, begann zu steigen und gelangte in einen Luftraum mit starken Turbulenzen. Nur 69 Sekunden nach dem Start riss der Funkkontakt mit der Flugsicherung ab. Weitere sechs Sekunden später vernahm der Kontrollturm in Værøy einen lauten Knall.

## Untersuchung
Der Unfall sei auf Windverhältnisse zurückzuführen, die zu einem strukturellen Versagen des Flugzeugs führten. Das Höhenleitwerk oder das Höhenruder sei gebrochen. Folglich wurde das Flugzeug für die Besatzung unkontrollierbar und schlug 8 Sekunden später im Meer auf.

## Besatzung
Die zweiköpfige Besatzung der Maschine bestand aus dem 40-jährigen Piloten Idar Nils Persen und seinem 31-jährigen Co-Piloten Arnt Vidar Grønneflåta.